# King of Cash
King of Cash is een krasspel van de Nationale Loterij van België, dat in het najaar van 2006 werd gelanceerd. Het is gebaseerd op een gelijknamige succesvol spel in de Verenigde Staten. In de lanceringscampagne werden onder meer twee tv-commercials gebruikt met muziek van El Guapo Stuntteam.

## Spelformule[1]
Een krasbiljet van "King of Cash" kost 5 euro, en er kan tot 200.000 euro mee gewonnen worden. Het krasbiljet heeft twee kraszones, met als opschriften "Uw kaarten" en "Winnende kaarten". Onder "Winnende kaarten" staan de afbeeldingen van vier speelkaarten. Onder "Uw kaarten" staan de afbeeldingen van twaalf kaarten, en onder elke kaart staat nog een bedrag. Als één van "uw kaarten" gelijk is aan een van de "winnende kaarten", dan win je het bedrag dat onder die kaart staat. Als er meer dan één identiek paar is, win je de som van die bedragen.

## Winstverdeling
Er zijn, per 1.200.000 biljetten, 343.129 winnende biljetten. De kans op een winnend biljet is dus ongeveer 1 op 3,50. Deze biljetten zijn als volgt verdeeld:
| Aantal biljetten | Winst per biljet (euro) | Totale winst (euro) | winstkans (1 op ...) |
| ---------------- | ----------------------- | ------------------- | -------------------- |
| 2                | 200.000                 | 400.000             | 600.000              |
| 2                | 25.000                  | 50.000              | 600.000              |
| 5                | 10.000                  | 50.000              | 240.000              |
| 200              | 250                     | 50.000              | 6.000                |
| 2.500            | 30                      | 75.000              | 480                  |
| 12.100           | 25                      | 302.500             | 99,17                |
| 24.120           | 20                      | 482.400             | 49,75                |
| 48.600           | 15                      | 729.000             | 24,69                |
| 96.600           | 10                      | 966.000             | 12,42                |
| 159.000          | 5                       | 795.000             | 7,55                 |
| Totaal:          |                         | Totaal:             | Totaal:              |
| 343.129          |                         | 3.899.900           | 3,50                 |

Het aantal winnende paren per biljet is als volgt vastgelegd:
- Biljetten die 200.000, 25.000, 10.000, 250 of 30 euro opleveren hebben altijd slechts één winnend paar;
- Biljetten die 25 euro opleveren hebben
  - ofwel 1 winnend paar dat 25 euro oplevert;
  - ofwel 2 winnende paren van 25 en 5 euro;
  - ofwel 3 winnende paren van 15, 5 en 5 euro;
  - ofwel 4 winnende paren van 10, 5, 5 en 5 euro.
- Biljetten die 20 euro opleveren hebben
  - ofwel 1 paar van 20 euro;
  - ofwel 2 (15+5 of 10+10);
  - ofwel 3 (15+2,50+2,50);
  - ofwel 4 (5+5+5+5 of 2,50+2,50+5+10).
- Biljetten die 15 euro opleveren hebben
  - ofwel 1 paar van 15 euro;
  - ofwel 2 (5+10);
  - ofwel 3 (5+5+5);
  - ofwel 4 (2,50+2,50+5+5).
- Biljetten die 10 euro opleveren hebben:
  - ofwel 1 paar van 10 euro;
  - ofwel 3 (2,50+2,50+5);
  - ofwel 4 (2,50+2,50+2,50+2,50).
- Biljetten die 5 euro opleveren hebben:
  - ofwel 1 paar van 5 euro;
  - ofwel 2 paren van 2,50 euro.